# António Vieira

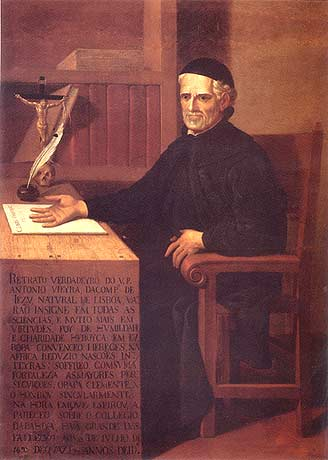
António Vieira

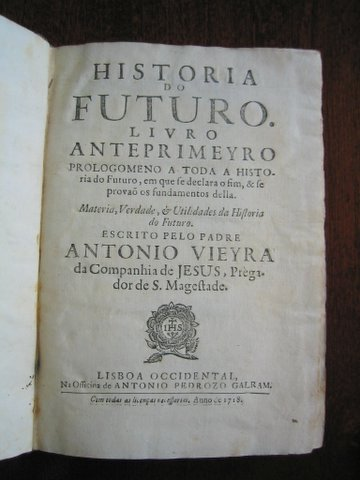
Vieiras Historia do Futuro (Geschichte der Zukunft)

António Vieira [ɐnˈtɔni̯u ˈvi̯ɐi̯rɐ] (* 6. Februar 1608 in Lissabon; † 18. Juli 1697 in Salvador da Bahia, Brasilien) war ein portugiesischer katholischer Theologe, Jesuit und Missionar in Südamerika. Er gilt als der Apostel der Indianer Brasiliens und tat sich als volkstümlicher Prediger und Kritiker kolonialer Missstände hervor. Er war auch als Diplomat für Portugal tätig.

## Leben
Vieira kam bereits 1614 (im Alter von 6 Jahren) mit seiner Familie nach Brasilien. Er wurde am Jesuitenkolleg in Salvador da Bahia ausgebildet, wurde 1625 Novize und  lehrte bereits bald darauf Rhetorik und Dogmatik am Kolleg in Olinda. 1635 wurde er Priester und begann seine Missionsarbeit im Nordosten Brasiliens bei den Stämmen Amazoniens. 1641, nachdem 1640 eine Revolution in Portugal mit Johann IV. das Haus Braganza an die Macht gebracht hatte, kehrte er nach Europa zurück, um den Sohn des Vizekönigs bei einem Antrittsbesuch zu begleiten. Der König war vom Geist Vieiras angetan und dieser trat in Berater- und ab 1647 diplomatische Dienste für Johann IV. mit Aufenthalten in England, Holland, Frankreich und Italien. 1650 unternahm er eine Reise nach Rom, um die Hochzeit zwischen Anna von Österreich und dem designierten Thronfolger Theodosius vorzubereiten, was aber scheiterte. Er schrieb zu dieser Zeit sehr eifrig, zum Beispiel vier Pamphlete, in denen er die Schaffung von Handelsgesellschaften, eine Reform der Inquisition, für die Überwindung der Unterscheidung zwischen Cristãos-velhos (Alt-Christen) und Cristãos-novos (seit mehreren Generationen konvertierte Juden oder Mauren) und die Zulassung jüdischer und anderer fremder Händler in Portugal anmahnte. Er trug damit nicht unwesentlich zur Gründung der Allgemeinen Gesellschaft des Brasilienhandels bei. Zudem prangerte er den Stil der Predigt seiner Zeit an, der zu abgehoben sei, der stattdessen den Hörer „nicht zufrieden mit dem Prediger, vielmehr unzufrieden mit sich selbst“ entlassen solle.
Seine Reformideen machten ihm jedoch auch Feinde, so dass nur eine Intervention des Königs seinen Ausschluss aus dem Jesuitenorden verhinderte. Er kehrte daher 1652 nach Brasilien zurück. Er kam 1653 in Maranhão an und reiste von Pará aus zum Rio Tocantins, wo er bei den heimischen Indianern missionierte. Er sah aber die Notwendigkeit, da ihn die Kolonialverwaltung häufig behinderte, die Herrschaft über die Einheimischen nicht durch den Staat ausüben zu lassen, auch um ihre Ausbeutung zu verhindern, und reiste daher 1654 wieder nach Portugal, um den König zu überzeugen, Land unter die Obhut des Jesuitenordens zu stellen. Es gelang ihm 1655 tatsächlich die Kontrolle über ein Gebiet, das einen Küstenabschnitt von etwa 400 Legoas (etwa 2200 km) und schätzungsweise 200.000 Menschen umfasste, per Dekret vom König zugesprochen zu bekommen.
1661 entlud sich der Zorn der europäischen Kolonisten, die um ihren Wohlstand fürchteten, wenn die Indios immer mehr Rechte erhielten, und Vieira wurde mit 31 weiteren Jesuitenmissionaren zurück nach Portugal geschickt. Sein Förderer Johann war mittlerweile gestorben und einige Figuren am Hofe fürchteten um ihren Einfluss, so dass Vieira ins Exil nach Porto und dann Coimbra geschickt wurde, wo er seine unbequemen Predigten aber nicht einstellte und schließlich vor der Inquisition der Häresie angeklagt wurde. Er wurde von Oktober 1665 bis Dezember 1667 gefangengehalten und erhielt im Anschluss ein Verbot zu lehren, zu schreiben und zu predigen.
Nachdem König Peter II. sein Amt angetreten hatte, erhielt Vieira die Chance, sich in Rom bei Papst Clemens X. zu rehabilitieren, wo er sich wieder großen Respekt verschaffen konnte. So erhielt er die Möglichkeit vor dem Kardinalskollegium zu sprechen und wurde Beichtvater von Christina I. Er schrieb auch einen Bericht über die Inquisition in Portugal mit dem Ergebnis, dass diese von Clemens XI. zwischen 1676 und 1681 ausgesetzt wurde. Schließlich kehrte er, nachdem der Papst ihm in einer Bulle Verschonung vor der Inquisition gewährte, nach Portugal zurück und schiffte im Januar 1681 nach Brasilien aus.
Er siedelte sich in Salvador da Bahia an und übernahm 1687 die Leitung der Provinz Bahia, die er bis zu seinem Tod 1697 innehatte.
Besonders bekannt ist er für seine Schriften, in denen Vieira unter anderem die Sklaverei verurteilt. Die Sermões umfassen insgesamt 15 Bände, die zwischen 1679 und 1748 erschienen. Es erschien aber niemals eine vollständige Ausgabe, so dass Teile seiner Schriften noch heute unveröffentlicht sind. Sie gelten zum Teil als Meisterwerke der Prosa des Barock und einer der Höhepunkte portugiesischer Literatur. In seiner „Geschichte der Zukunft“ fordert er, dass sich Juden überall niederlassen dürften, da ihre Konversion angesichts der bevorstehenden Apokalypse ohnehin erfolgen werde.
Während der Zeit, in der er bei Indianern lebte, lernte er mehrere ihrer Sprachen und prägte viele Fremdwörter des Portugiesischen und anderer europäischer Sprachen, die er von den Indios übernahm und in seinen Schriften einfließen ließ. Seine politischen Ideale mit dem Einsatz für die Rechte von Juden (Marranos) wie Indios und der Ablehnung ihrer wirtschaftlichen Ausbeutung und überhaupt der Ablehnung von Materialismus wirken für seine Zeit sehr modern.
Im Jahr 2000 wurde die Filmbiografie Palavra e Utopia veröffentlicht.

## Bibliographie
- José Pedro Paiva: Padre António Vieira, 1608–1697, Bibliografia. Biblioteca Nacional, Lisboa 1999, ISBN 972-565-268-1.

## Schriften (Auswahl)
- Die Antoniuspredigt António Vieiras an die portugiesischen Generalstände von 1642. Herausgegeben von Rolf Nagel. Aschendorff, Münster 1972.
- António Vieiras Pestpredigt. Herausgegeben von Heinz Willi Wittschier. Aschendorff, Münster 1973.
- História do futuro. (1649) Herausgegeben von Joseph Jacobus van den Besselaar. Aschendorff, Münster 1976.
  - Bd. 1: Bibliografía, introdução e texto
  - Bd. 2: Comentário
- António Vieiras Predigt über „Mariä Heimsuchung“. Herausgegeben von Radegundis Leopold. Aschendorff, Münster 1977.
- António Vieiras Rochuspredigt aus dem Restaurationskriegsjahr 1642. Herausgegeben von Rüdiger Hoffmann. Aschendorff, Münster 1981.
- Antonio Vieiras Sermão do esposo da Mãe de Deus S. José. Herausgegeben von Maria de Fátima Viegas Brauer-Figueiredo. Aschendorff, Münster 1983.